# BoardGameGeek
BoardGameGeek（简称BGG，意思為「棋盤遊戲極客」或「桌遊極客」）是为棋盘游戏爱好者服务的在线论坛和游戏数据库，其中包含超过125,600种不同桌面游戏的评论、图像和视频，包括欧式棋盘游戏、战争游戏和卡牌游戏。除游戏数据库外，该网站还允许用户对游戏进行1分-10分的评价，并发布棋盘游戏排名列表。截至2024年，《工業革命：伯明翰》是评分最高的游戏。

## 历史
BoardGameGeek由斯科特·奥尔登（Scott Alden）和德克·索尔科（Derk Solko）于2000年1月创立，于2020年1月20日庆祝成立20周年。
自2006年以来，该网站每年都会颁发年度最佳棋类新游金极客奖（Golden Geek Award），胜者根据注册用户投票选出。
自2005年以来，BoardGameGeek每年举办一次棋盘游戏大会（BGG.CON），大会重点聚焦于游戏和金极客奖的公布。会上还会进行新游戏展示及培训大会员工讲授规则。每年春天也会举办面向家庭的Spring BGG.CON以及一年一度的BGG@Sea巡游。
2010年，BoardGameGeek获得了戴安娜·琼斯奖，该奖项认可BoardGameGeek是“棋牌界的不二资源，是该在线社区公认的权威。”《纽约时报》称BoardGameGeek为“互联网棋盘游戏的中心”。
BoardGameGeek通过使用相同的RPG和电子游戏系统已扩展到其他领域（rpggeek.com及videogamegeek.com）。